# Guaíba (corpo hídrico)
O Guaíba é um corpo hídrico, classificado tanto como lago quanto rio, localizado entre o Delta do Jacuí e a Laguna dos Patos, no estado do Rio Grande do Sul, Brasil.
Fica na região metropolitana de Porto Alegre, banhando a capital estadual, Porto Alegre, bem como as cidades de Eldorado do Sul, Guaíba, Barra do Ribeiro e Viamão.
O Guaíba possui grande importância ambiental, econômica e histórico-cultural para a região. Atualmente as águas do Guaíba tem múltiplos usos, como abastecimento hídrico, diluição de águas residuais (como esgotos), recreação, pesca e navegação (cargas e transporte público), além de fazer parte da identidade visual da região. Ele é gerido pelo Comitê de Bacia do Lago Guaíba.
O Guaíba é o principal manancial de abastecimento hídrico da capital gaúcha desde sua fundação no início no século XVIII.
O Guaíba enfrentou duas grandes cheias em sua história, em 1941 e em 2024.

## Geografia e hidrologia
O Guaíba é um corpo hídrico superficial raso e aberto, com vazão (média histórica) de entrada de 780 m³/s (com eventos pontuais ultrapassando os 3.000 m³/s). É alimentado principalmente pelos rios Jacuí (84,6%), Sinos (7,5%), Caí (5,2%) e Gravataí (2,7%). Estes rios desembocam no Delta do Jacuí, formando então o Guaíba;  também recebe o aporte direto de diversos cursos d'água que desembocam em suas margens, como o Arroio Dilúvio. A partir do Guaíba, as águas vão para a Laguna dos Patos e, por sequência, para o Oceano Atlântico.
O Guaíba possui área de 496 km², comprimento máximo de 50 km (entre o Delta do Jacuí e o exutório para Laguna dos Patos) e largura variável, entre 900 m (na altura do Gasômetro) e 19 km (ao sul do lago). Banha os municípios de Porto Alegre, Eldorado do Sul, Guaíba, Barra do Ribeiro e Viamão. 

### Região e bacia hidrográficas
A Região Hidrográfica do Guaíba abrange uma área de 84.751 km², cobrindo 251 municípios e 1/3 da área do estado, o que representa cerca de 50% dos municípios e mais de 60% dos habitantes do Rio Grande do Sul. Nela, estão situados os núcleos industriais mais importantes do estado, concentrando dois terços da produção industrial do Rio Grande do Sul  os centros urbanos mais populosos.
Já a Bacia Hidrográfica do Lago Guaíba, especificamente, cobre 2.523,62 km² (0,9% da área do Rio Grande do Sul), envolvendo 14 municípios e mais de 2,2 milhões de habitantes.

### Orla
Na orla do Guaíba, encontram-se diversos pontos turísticos e de referência.
Na margem oeste, no município de Guaíba, há um calçadão principal na avenida João Pessoa com bancos e um píer, popular nos finais de semana entre os guaibenses. Já na margem leste, onde está a capital gaúcha, há a Usina do Gasômetro, a área revitalizada do Parque Urbano da Orla Moacyr Scliar, o estádio de futebol Beira-Rio, o Anfiteatro Pôr do Sol, a Fundação Iberê Camargo, as ruínas do Estaleiro Só, entre outros.
A orla porto-alegrense também é o local de muitos clubes náuticos, como: o Iate Clube Guaíba, o Veleiros do Sul, o Clube dos Jangadeiros, entre outros.
O Cais Mauá localiza-se oficialmente no Canal dos Navegantes, sendo parte do Delta do Jacuí (estando à montante do Lago Guaíba).

### Praias
O Guaíba possui diversas praias lacustres que são frequentadas pela população. Nem todas estas são utilizadas por banhistas ou possuem balneabilidade adequada. A balneabilidade das praias do Guaíba é monitorada pela FEPAM.
Na margem leste
- Praia de Ipanema (Porto Alegre)
- Praia das Pombas (Porto Alegre)
- Praia de Belém Novo (Porto Alegre)
- Praia do Lami (Porto Alegre)
- Praia de Itapuã (Viamão)

Na margem oeste
- Praia da Alegria (Guaíba)
- Praia da Florida (Guaíba)
- Praia da Picada (Barra do Ribeiro)

### Ilhas
Além do arquipélago do Delta do Jacuí (à montante do Guaíba), há diversas ilhas no lago:
- Ilha das Pedras Brancas (ou do Presídio)
- Ilha Francisco Manoel (ou Chico Manoel)
- Ilha das Pombas (próximo ao Parque Estadual de Itapuã)
- Ilha do Junco (no exutório para Laguna dos Patos)

Além das ilhas naturais acima, há também a Ilha dos Jangadeiros, uma ilha artificial.

## Poluição

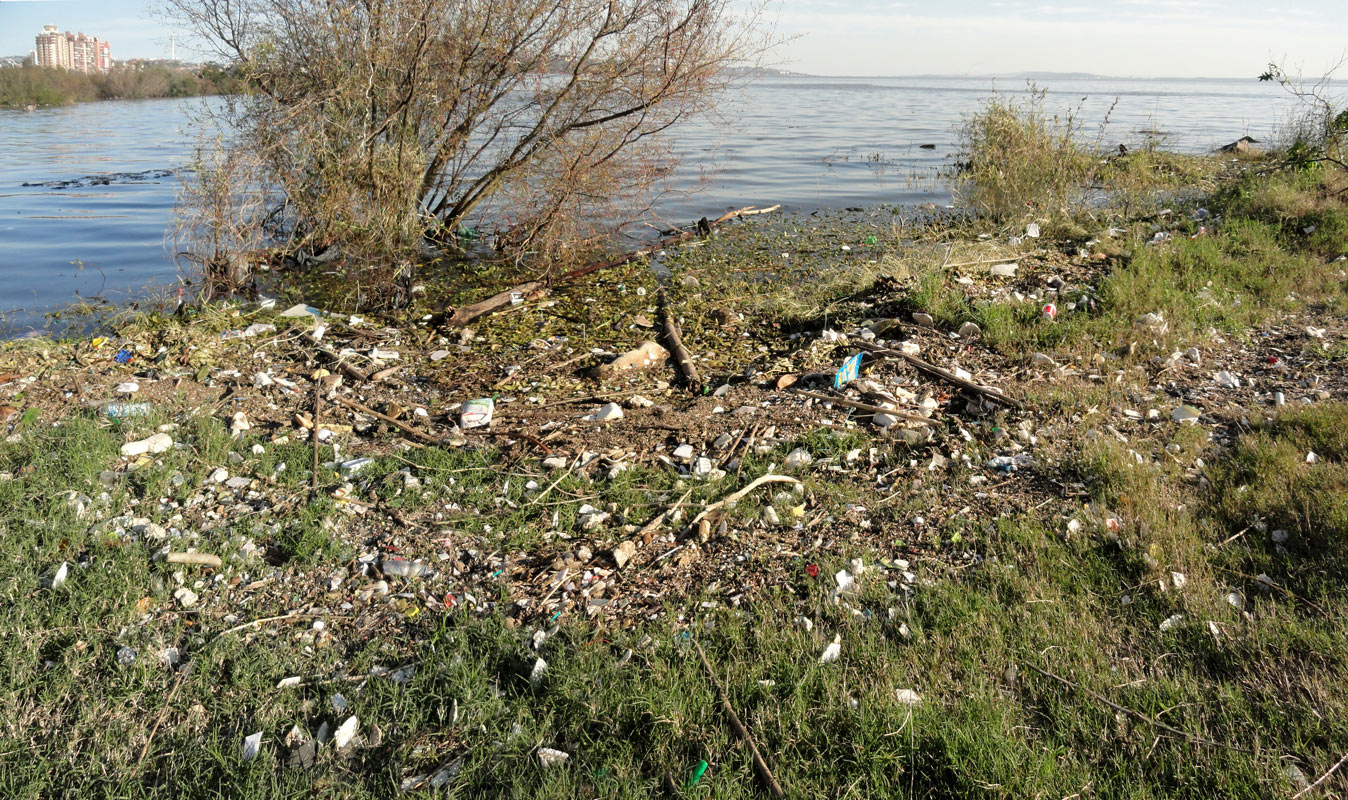
Lixo nas margens do Guaíba

A baixa qualidade das águas do Lago Guaíba já era notada desde o fim dos anos 1950, persistindo por décadas de percepção pública. Até a metade do século XX, o lago tinha variados usos de suas águas, sendo um destino popular para banhistas, esportistas e turistas — especialmente entre as décadas de 1940 e 1970. Porém, estas atividades foram restringidas ao longo do tempo pelo aumento da poluição. Na época, a aceitação da poluição e da "perda" das praias foi vista pela população como uma consequência inevitável do desenvolvimento econômico.
A poluição do Guaíba se dá principalmente através das águas do Delta do Jacuí e dos arroios afluentes. O delta apresenta poluição derivada de esgotos sanitários (principalmente vindas do Rio Gravataí) e de efluentes industriais (do Caí e dos Sinos) — provenientes da histórica região coureiro-calçadista próxima de Novo Hamburgo e São Leopoldo. Na margem de Porto Alegre, a poluição flui principalmente a partir de arroios como o Dilúvio, o Cavalhada, o Salso e outros. Nestes áreas, o sedimento do leito do Lago Guaíba apresenta poluição por excesso de nutrientes (C, N, P) e metais potencialmente tóxicos (Zn, Cu, Cr, Ni, Pb, Cd), derivados principalmente de esgotos não tratados e outras fontes derivadas da intensa urbanização e atividade antrópica, como indústrias, esgotos e o intenso fluxo de veículos nas vias.

### Despoluição
Diversos programas já focaram na despoluição do Lago Guaíba, dentre eles o "Pró Guaíba".
O projeto governamental de saneamento denominado "Programa Integrado Socioambiental" (PISA) teve como objetivo tornar as águas do Guaíba balneáveis novamente, em um prazo de 20 anos (a contar de 2007). O programa envolveu a construção de Estações de Tratamento de Esgotos (ETE), entre outras obras correlatas.

## Topônimo
Na cartografia dos séculos XVII e XVIII (e até princípios do XIX) o Lago Guaíba e a Laguna dos Patos eram denominados conjuntamente de “Rio Grande”, o que gerou o nome do estado: Rio Grande do Sul. Em relação ao Lago, o nome “Guahyba” origina-se da família linguística Tupi-Guarani (primeiros habitantes da região), podendo ser traduzido como “encontro das águas”, denotando a convergência de seus afluentes (no Delta do Jacuí). Entretanto, até o início do século XIX, este manancial foi conhecido por outros nomes, como “Lagoa de Viamão” ou “Lagoa de Porto Alegre”.

### Classificação

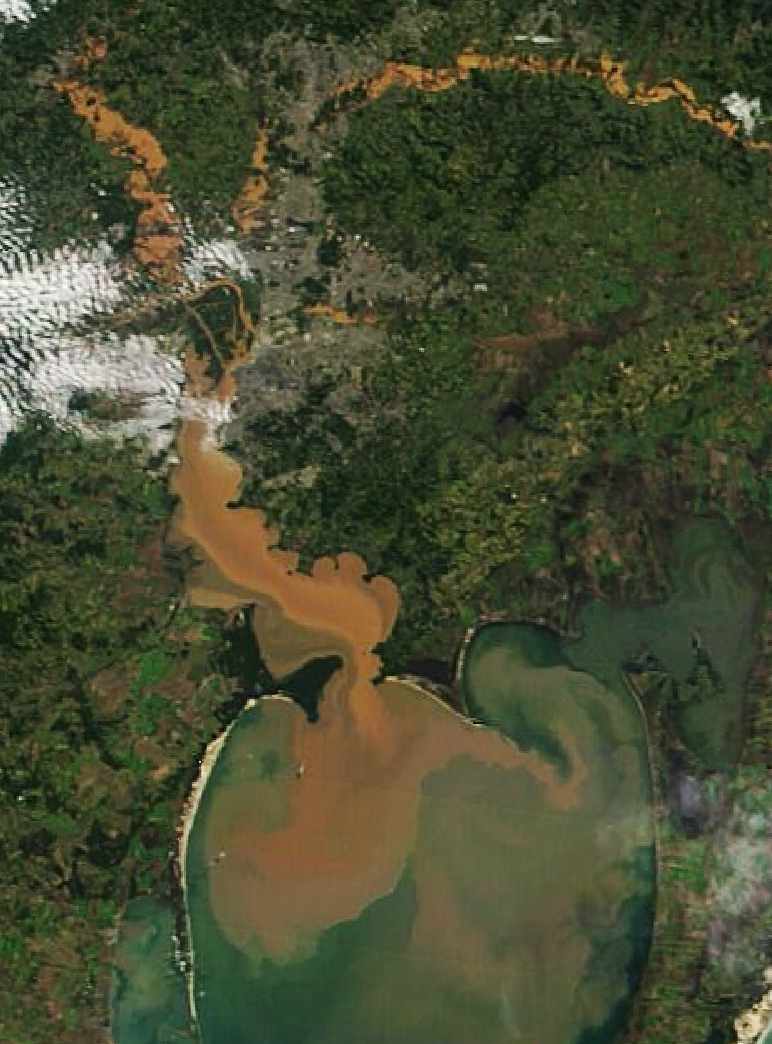
Fluxo de água com sedimentos no Guaíba, desde os seus tributários até a Lagoa dos Patos.

O Guaíba já foi classificado como “rio”, “ria”, “estuário” e “lago”. Houve até a indicação de que, “na dúvida entre o correto termo recomendou-se a utilização do nome apenas como ‘Guaíba’, sem designação.”
Sendo um ambiente transicional, este acidente geográfico  possui particularidades que dificultam sua simples denominação toponímica, persistindo continuamente a discussão.
Uma das consequências da classificação do corpo hídrico é a extensão da área de preservação permanente (APP): segundo o Novo Código Florestal Brasileiro, lagos tem proteção nas faixas marginais de apenas 30 metros (em regiões urbanas), enquanto que grandes rios (com largura maior que 600 m) tem APP de 500 m nas margens.
A lei municipal portoalegrense nº 7.767, de 17 de janeiro de 1996, institui o "dia do Rio Guaíba" no último domingo do mês de novembro de cada ano; já a lei nº 10.904, de 31 de maio de 2010, que institui o calendário de datas comemorativas, redefine aquela data como apenas "Dia do Guaíba".
O governo do Rio Grande do Sul chama o Guaíba de lago desde 1998, quando instituiu o Comitê de Gerenciamento da Bacia Hidrográfica do Lago Guaíba.
Já o Instituto Brasileiro de Geografia e Estatística (IBGE) adota o topônimo Rio Guaíba em seus mapas,
bem como a Marinha do Brasil.
Os argumentos a favor do Guaíba ser um lago são:
- Os rios que nele desembocam formam um delta (Delta do Jacuí);
- O escoamento da água é bidimensional, formando áreas com velocidades diferenciadas, típico de um lago;
- Os depósitos sedimentares das margens possuem geometria e estrutura características de sistema lacustre;
- A vegetação das margens é de matas de restinga, identificadoras de cordões arenosos lacustres.

Os argumentos a favor do Guaíba ser um rio são:
- tem canais controlando a sedimentação
- tem curto tempo de residência da água
- tem modo de escoamento que acompanha os gradientes do terreno submerso, "o talvegue ao longo de toda extensão entre a Usina do Gasômetro e a Ponta de Itapuã".

## Cheias
O Guaíba enfrentou duas grandes cheias em sua história. A enchente de 1941, que deixou diversas ruas do Centro Histórico de Porto Alegre debaixo d'água por dias, foi superada em 2024 por uma grande enchente, advinda de intensas chuvas nos vales do Taquari e Caí cujas águas desembocaram no Guaíba dias depois. A enchente de 2024 fez o Guaíba atingir a marca catastrófica de 5,37 metros, o que deixou diversos bairros da cidade completamente inundados. Quase a totalidade das casas de bombas de esgoto pluvial na cidade foram desligadas preventivamente, para que as águas não invadissem seus motores. Regiões inteiras tiveram de ser evacuadas, como a parte baixa do Centro Histórico e os bairros Farrapos, Humaitá e Sarandi. Pontos importantes de Porto Alegre sofreram inundação, como o Aeroporto Salgado Filho, a Estação Rodoviária e ambos os estádios dos grandes clubes da Capital, a Arena do Grêmio e o Beira-Rio.

## Galeria

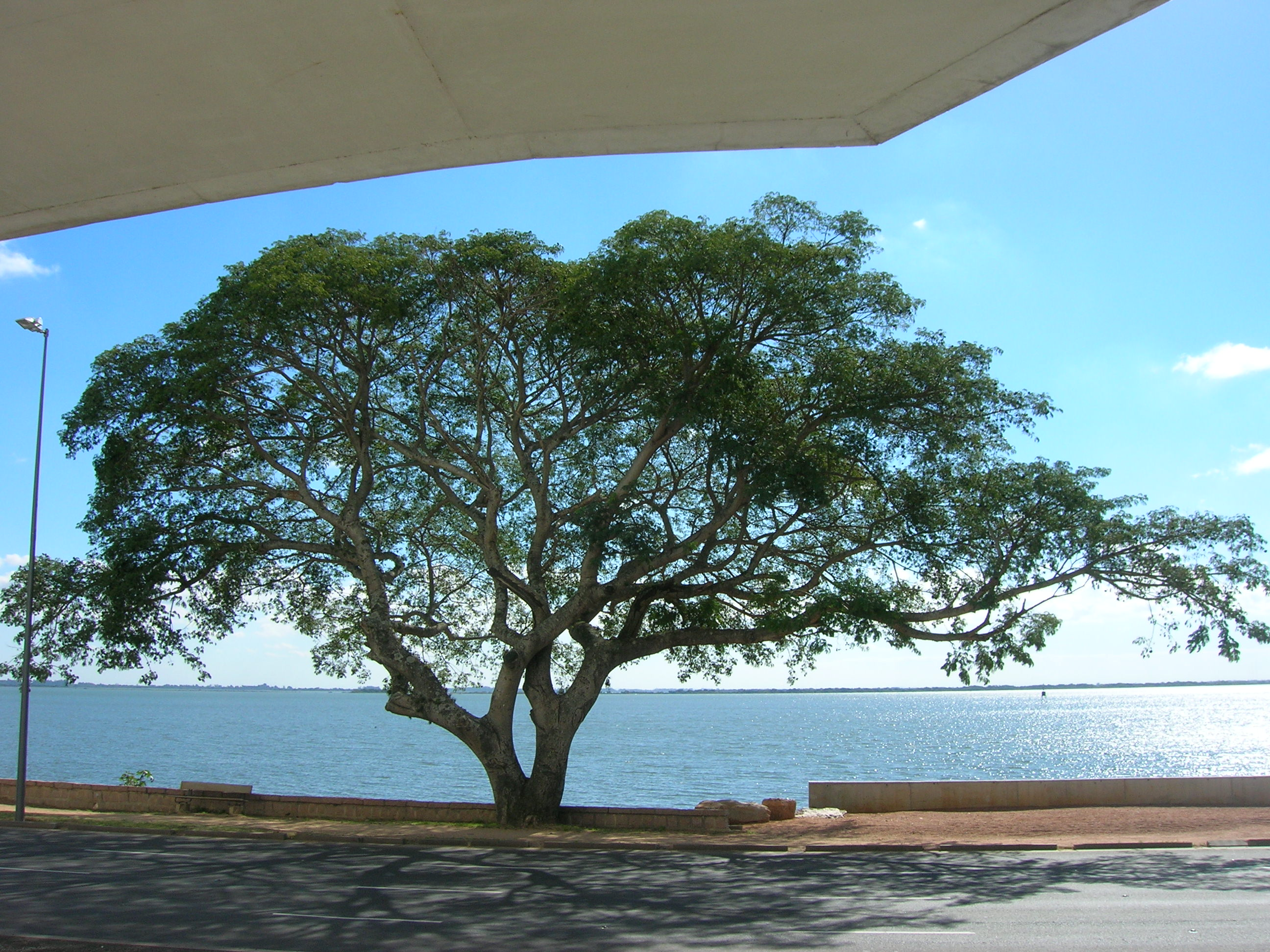
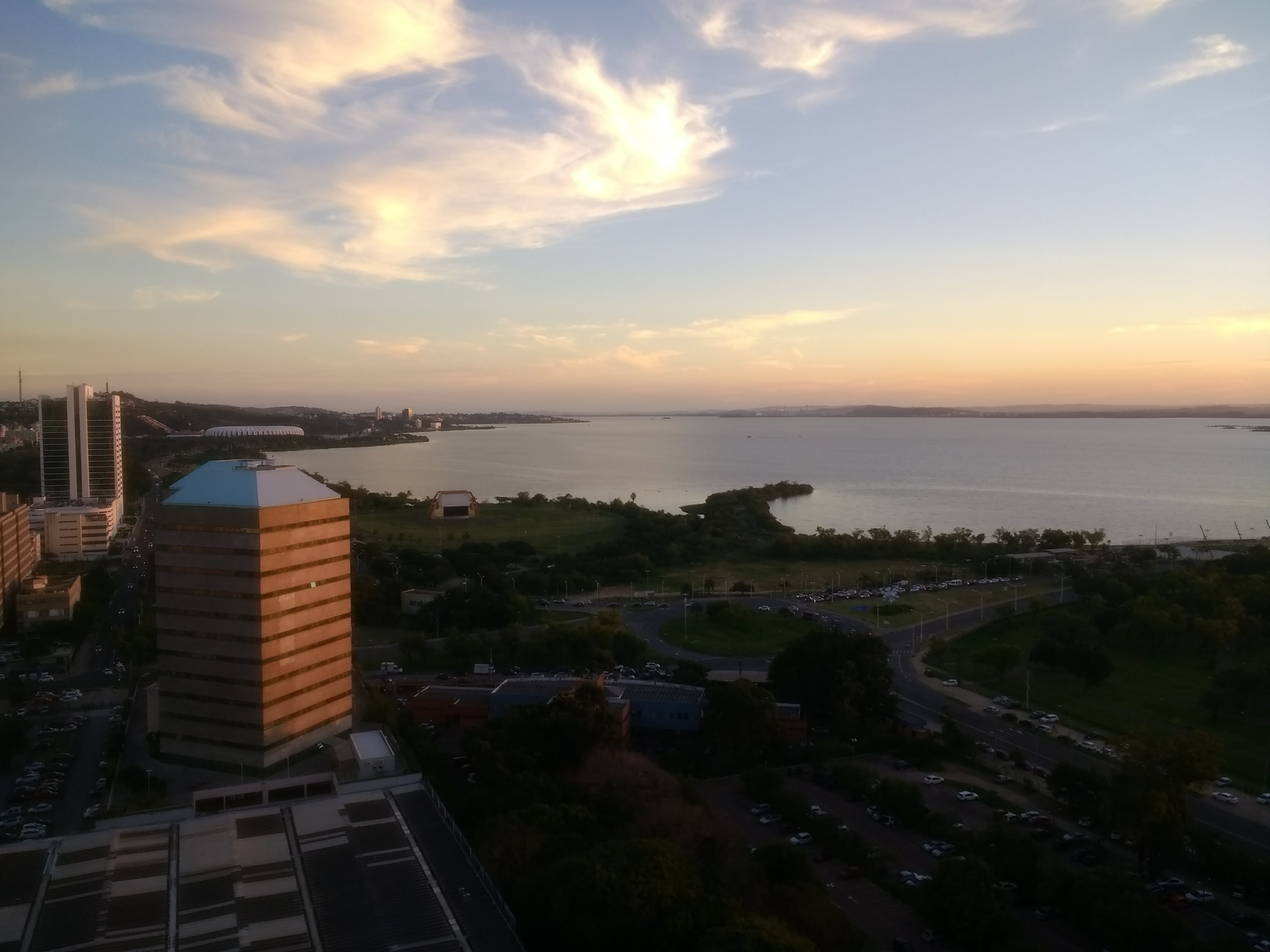
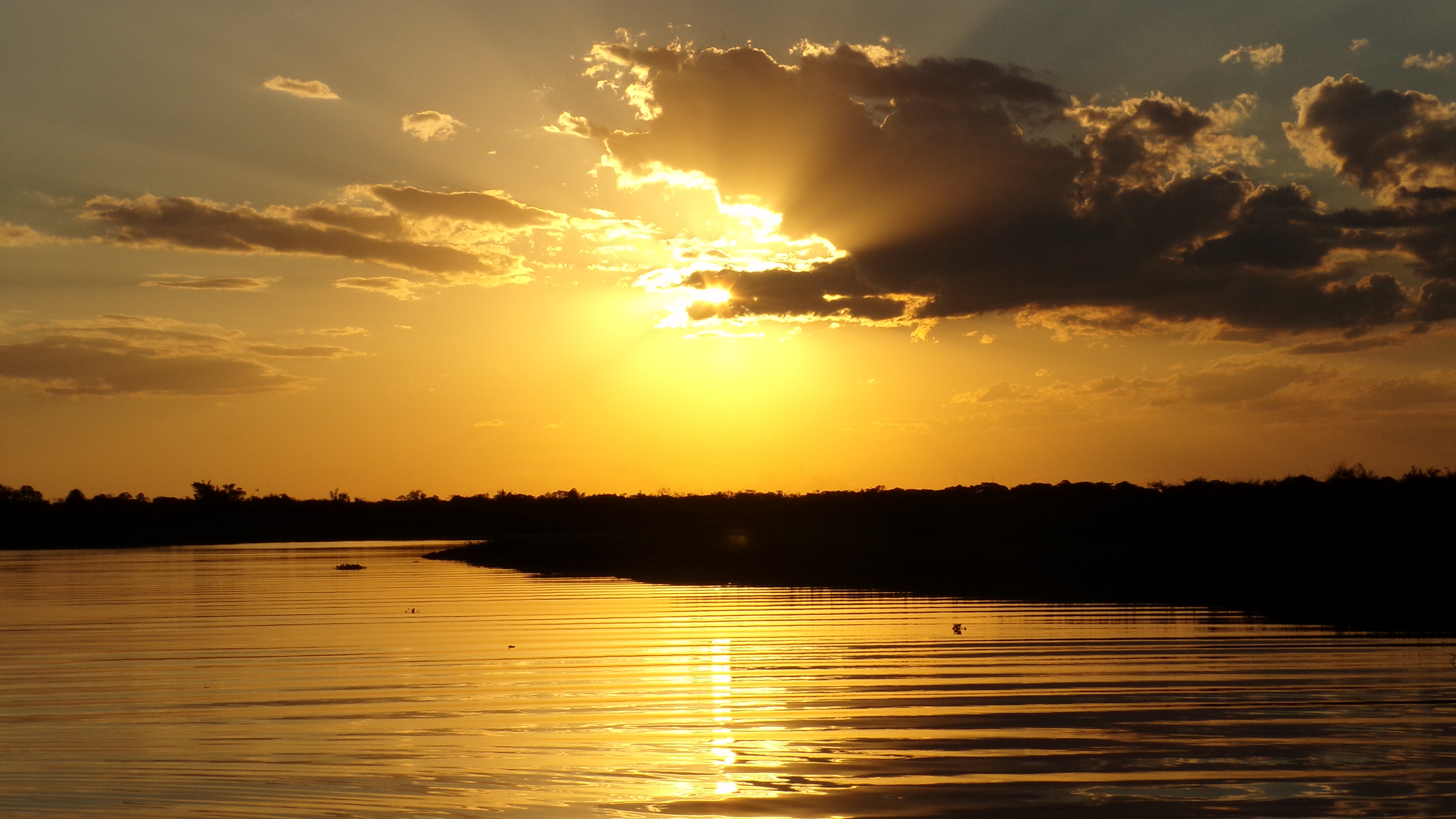
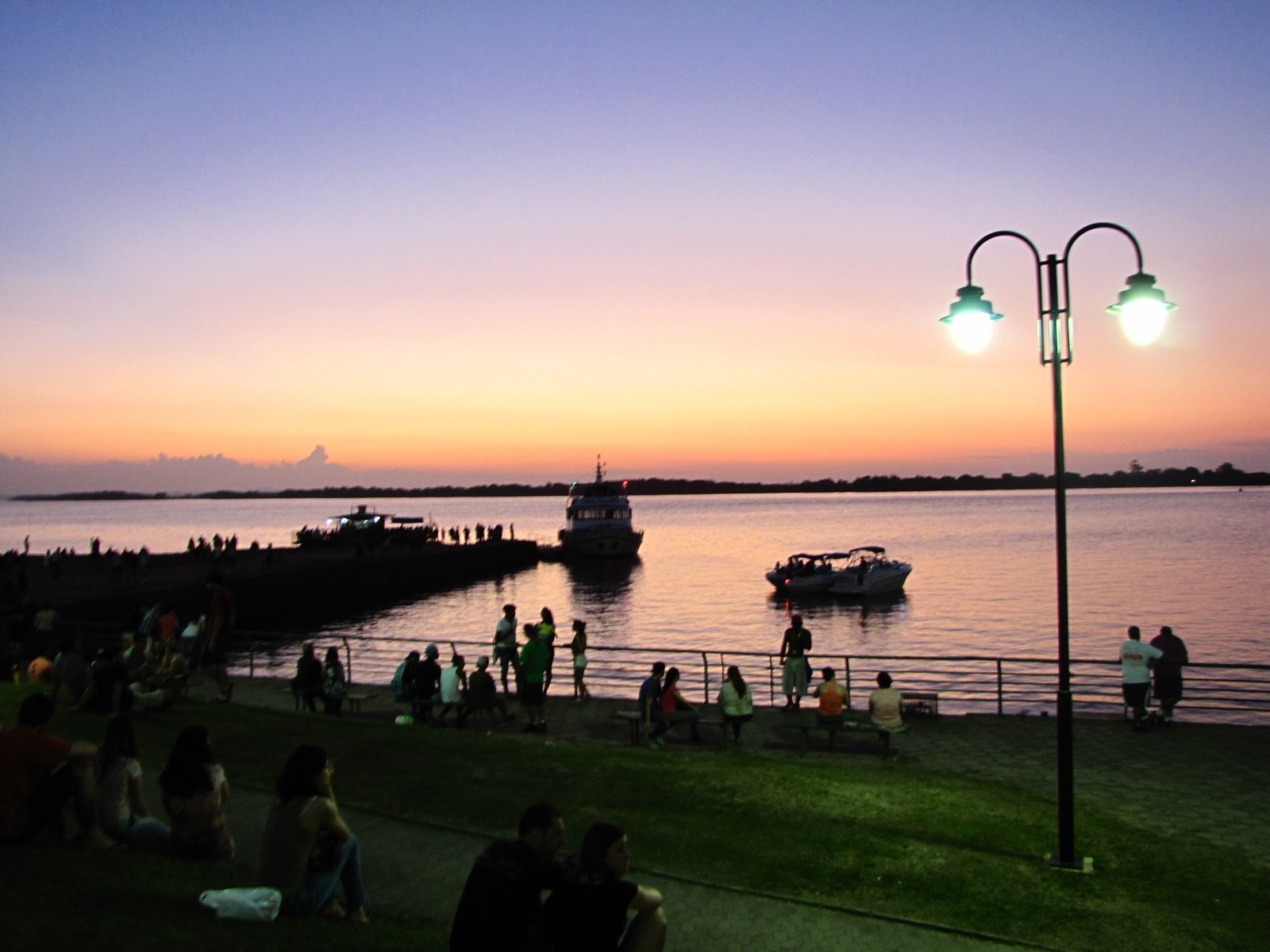
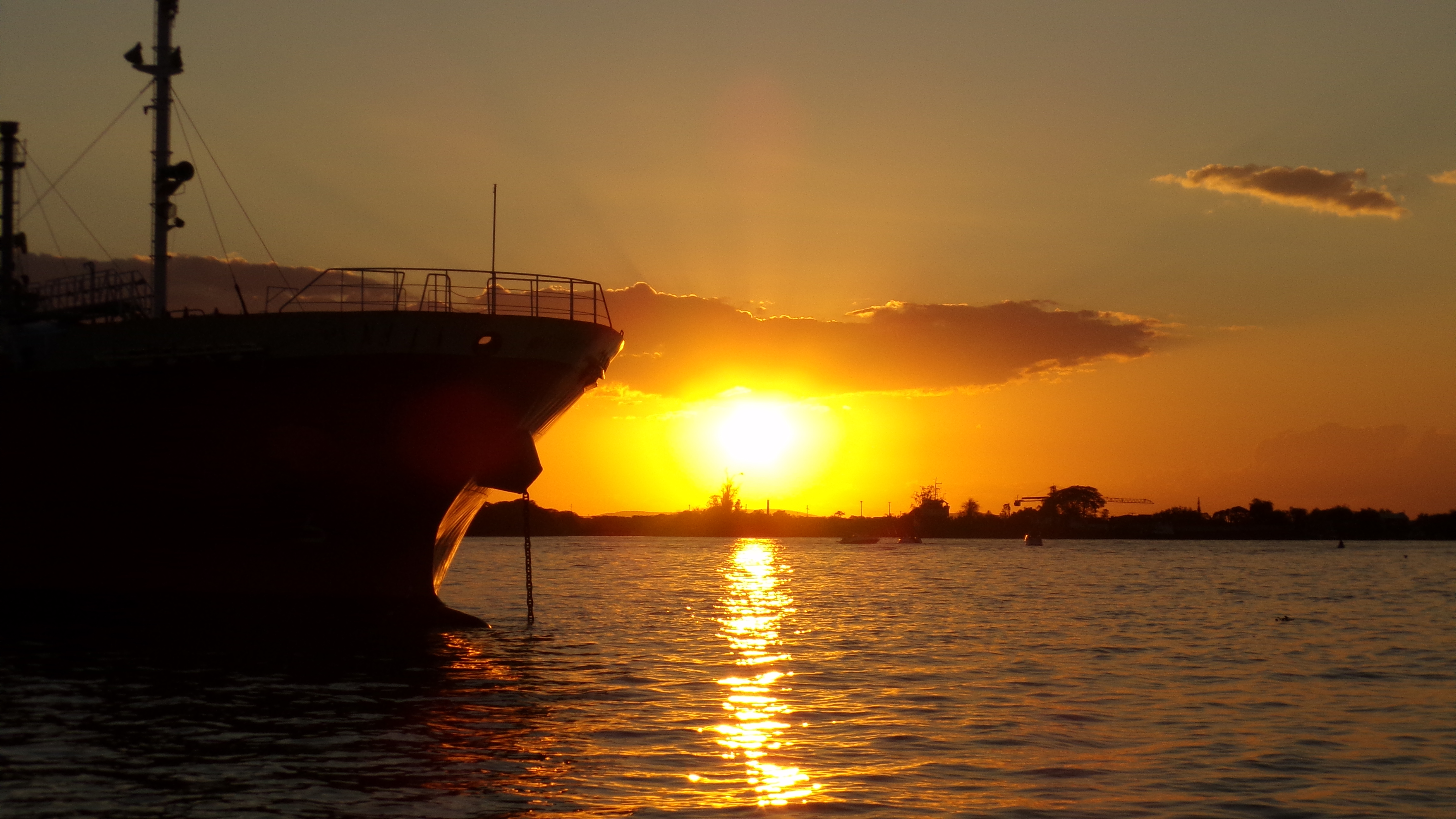
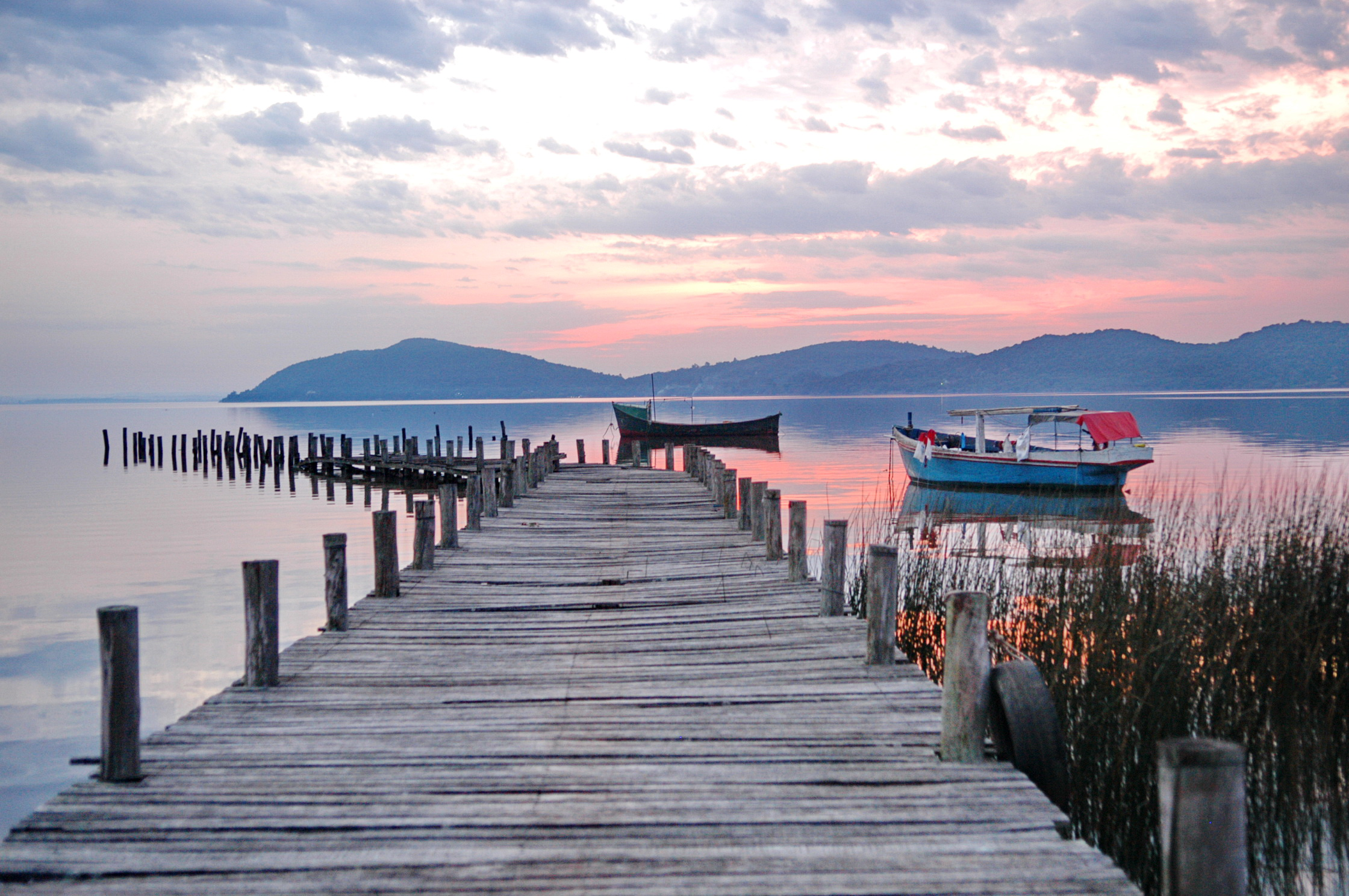
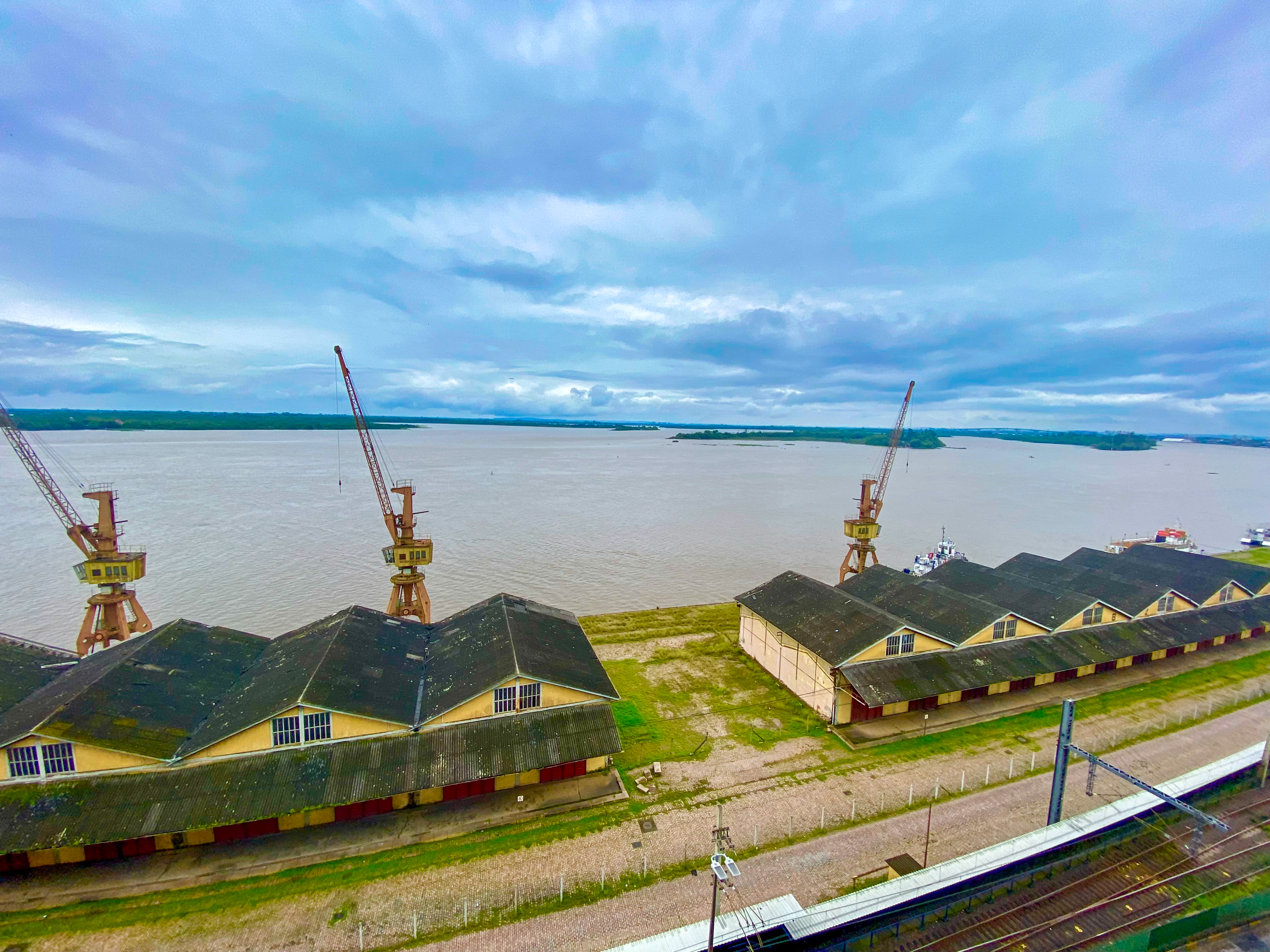